# Place Hrant-Dink
La place Hrant-Dink est une voie située dans le 13e arrondissement de Paris, en France.

## Origine du nom
La place évoque le souvenir de Hrant Dink, journaliste et écrivain turco-arménien.